# Heimioporus
Heimioporus is een geslacht van schimmels behorend tot de familie Boletaceae. De soorten uit dit geslacht komen wereldwijd voor.

## Soorten
Het geslacht Heimioporus bevat volgende de Index Fungorum de volgende 19 soorten (peildatum april 2024):
| Soortnaam                 | Auteur(s)                         | Publicatiejaar |
| ------------------------- | --------------------------------- | -------------- |
| Heimioporus alveolatus    | (R. Heim & Perr.-Bertr.) E. Horak | 2004           |
| Heimioporus anguiformis   | (R. Heim) E. Horak                | 2004           |
| Heimioporus australis     | N.A. Fechner & Halling            | 2015           |
| Heimioporus conicus       | N.K. Zeng & Zhu L. Yang           | 2018           |
| Heimioporus cooloolae     | N.A. Fechner & Halling            | 2015           |
| Heimioporus fruticicola   | (Berk.) E. Horak                  | 2004           |
| Heimioporus gaojiaocong   | N.K. Zeng & Zhu L. Yang           | 2018           |
| Heimioporus ivoryi        | (Singer) E. Horak                 | 2004           |
| Heimioporus japonicus     | (Hongo) E. Horak                  | 2004           |
| Heimioporus kinabaluensis | (Corner) E. Horak                 | 2004           |
| Heimioporus mandarinus    | (Ces.) E. Horak                   | 2004           |
| Heimioporus punctisporus  | (Corner) E. Horak                 | 2004           |
| Heimioporus retisporus    | (Pat. & C.F. Baker) E. Horak      | 2004           |
| Heimioporus ridleyi       | E. Horak                          | 2004           |
| Heimioporus rubropunctus  | (Hongo) E. Horak                  | 2018           |
| Heimioporus sinensis      | Ming Zhang, T.H. Li & X.N. Chen   | 2019           |
| Heimioporus subcostatus   | Vadthanarat, Raspé & Lumyong      | 2020           |
| Heimioporus subretisporus | (Corner) E. Horak                 | 2004           |
| Heimioporus xerampelinus  | (M. Zang & W.K. Zheng) E. Horak   | 2004           |